# Plaatjesmethode

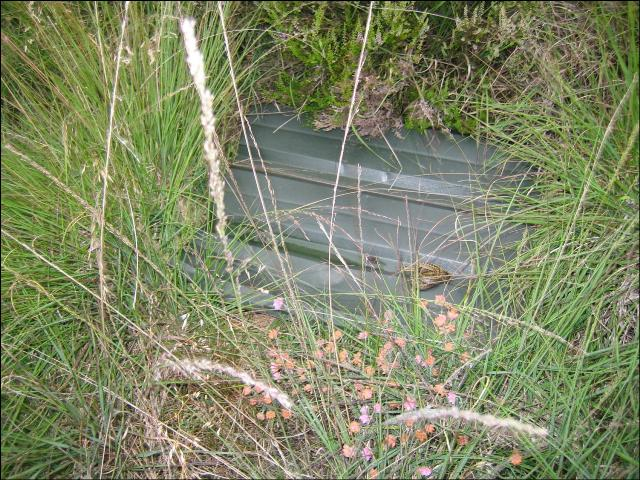
Een metalen damwandplaatje in een natuurgebied

De plaatjesmethode is binnen de herpetologie een manier voor het inventariseren van reptielen in natuurgebieden.
Voor een goed beheer van natuurgebieden hebben de natuurorganisaties gegevens nodig over de dieren die in hun terreinen voorkomen. Deze gegevens worden vaak door vrijwilligers verzameld. Eén van de methodes voor het verzamelen van dergelijke gegevens is de plaatjesmethode.
Op enkele locaties in het natuurgebied liggen metalen platen (met een damwandprofiel) die aan reptielen een schuilplaats en eventueel warmte bieden. Voor het monitoren van de reptielen die onder deze plaatjes liggen, lopen vrijwilligers meerdere malen per jaar de zogenaamde plaatjesroute. Zo ontwikkelen vrijwilligers een zoekbeeld en kunnen zij in beperkte tijd veel gegevens over de reptielen in het natuurterrein verzamelen. Deze gegevens worden aan de terreinbeheerders gerapporteerd.
Het betreft de in Nederland inheemse adder, ringslang, gladde slang, hazelworm en enkele hagedissoorten.
De plaatjesmethode wordt niet alleen voor de inventarisatie ten dienste van het beheer toegepast maar ook gebruikt voor demonstraties, excursies, introductie van vrijwilligers, opsporen van reptielen die anders moeilijk zijn waar te nemen en indien mogelijk ook bij wetenschappelijk onderzoek. De methode mag niet zonder overleg met terreinbeheerders worden toegepast. De coördinatie van de verzameling van de inventarisatiegegevens voor het hele land ligt bij RAVON.